# Senoia
Senoia es una ciudad ubicada en el condado de Coweta en el estado estadounidense de Georgia. En el año 2000 tenía una población de 1.738 habitantes.

## Geografía
Senoia se encuentra ubicada en las coordenadas 33°18′7″N 84°33′12″O / 33.30194, -84.55333 (33.301849, -84.553450).
Según la Oficina del Censo, la localidad tiene un área total de 12,2 km² (4,7 mi²), de la cual 12 km² (4,6 mi²) es tierra y 0,2 km² (0 mi²) (1.80%) es agua.

## Demografía
Según la Oficina del Censo en 2000 los ingresos medios por hogar en la localidad eran de $50,089, y los ingresos medios por familia eran $56,382. Los hombres tenían unos ingresos medios de $36,000 frente a los $27,900 para las mujeres. La renta per cápita para la localidad era de $18,819. 

## Otros
La tercera temporada de The Walking Dead se grabó en esta ciudad, representando al pueblo de Woodbury, Georgia.